# Viborg HK
Viborg Håndbold Klub (Viborg HK) – duński klub piłki ręcznej z siedzibą w Viborgu. Obecnie podzielony na dwie sekcje: kobiet, mężczyzn.

## Sekcja kobiet

### Historia
Viborg HK został założony w 1936 roku. Aż do 1988 roku klub prowadził wyłącznie sekcję kobiet. Pierwsze z 10 mistrzostw kraju zdobył w sezonie 1993/94. Z klubem związane są takie nazwiska, jak Ulrik Wilbek, Anja Andersen, Susanne Munk Lauritsen.

### Osiągnięcia sekcji kobiet
Liga Mistrzyń piłkarek ręcznych:
- (3x) 2006, 2009, 2010
- (2x) 1997, 2001

Mistrzostwa Danii:
- (14x) 1994, 1995, 1996, 1997, 1999, 2000, 2001, 2002, 2004, 2006, 2008, 2009, 2010, 2014
- (6x) 1991, 1992, 1993, 1998, 2007, 2012
- (2x) 2005, 2011

Puchar Danii:
- (13x) 1993, 1994, 1996, 2003, 2006, 2007, 2008, 2010, 2011, 2012, 2014

Puchar EHF:
- (3x) 1994, 1998, 2004

Puchar Zdobywców Pucharów:
- (1x) 2014
- (1x) 2012

### Zawodniczki
- Z tym tematem związana jest kategoria: Piłkarki ręczne Viborg HK.

### Kadra na sezon 2015/16
- 2.  Rikke Skov
- 3.  Nikoline Lundgreen
- 4.  Marie-Paule Gnabouyou
- 8.  Kirsten Helene Balle
- 10. Sille Thomsen
- 12. Rikke Poulsen
- 13. Siri Seglemn
- 16. Signe Brun
- 17  Simone Böhme
- 19. Louise Lyksborg
- 21. Mathilde Storgaard
- 22. Sidsel Bodholt Nielsen
- 23. Ann Grete Osterballe-Nørgaard
- 24. Ditte Kelså
- 28. Sarah Paulsen
- 30. Barbara Bognár
- 93. Line Uno

## Sekcja mężczyzn

### Osiągnięcia sekcji mężczyzn
- Brązowy medal Mistrzostw Danii – 2000.